# Corpo vitreo

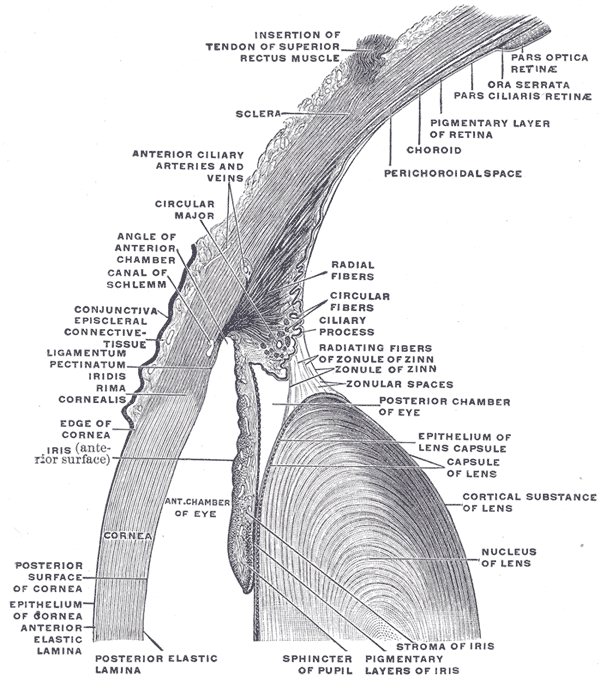
Il corpo vitreo occupa tutto lo spazio compreso tra la retina e il cristallino

Il corpo vitreo (detto anche umor vitreo) è una massa gelatinosa, trasparente e incolore che riempie l'occhio dei vertebrati (circa i 4/5 dell'occhio umano), per la precisione la camera vitrea, che è lo spazio compreso tra la superficie posteriore del cristallino e la retina.
Esso è percorso all'interno dal canale ialoideo, un retaggio del vaso che irrora il cristallino nella vita embrionale.

## Disposizione e rapporti
Anteriormente presenta la fossa ialoidea, che accoglie la convessità posteriore del cristallino. È saldamente attaccato alla retina, al nervo ottico e, tramite la sua parte periferica (membrana ialoidea), all'orbicolo ciliare, dove forma un sistema di fibre costituenti il legamento sospensore del cristallino.
Il corpo vitreo è presente alla nascita e rimane invariato per tutta la vita. Viene prodotto dalle cellule nella porzione non pigmentata del corpo ciliare ed è derivato da cellule embrionali mesenchimali che degenerano dopo la nascita. Il corpo vitreo è in posizione anteriore rispetto alla retina e contribuisce a mantenerla in posizione corretta premendola contro la coroide. Esso non aderisce alla retina, tranne in prossimità del disco ottico. È in contatto con l'ora serrata (dove la retina termina anteriormente), ma non con la macula (la piccola area della retina che consente la visione del "dettaglio" e quella centrale).

## Composizione
È incolore, è costituito da acqua per il 99% ed è ricco di acido ialuronico, che è prodotto dagli ialociti, cellule contenute nel corpo vitreo stesso che possiedono anche alcune funzioni fagocitarie.

## Funzioni
Le sue funzioni principali sono:
- sostegno (riempie il bulbo);
- protezione (ammortizza gli urti; se compresso, permette al bulbo oculare di tornare alla sua forma originaria);
- visione (è trasparente e permette il passaggio della luce; fa parte dell'apparato diottrico).

## Patologia
Con l'avanzare dell'età, il corpo vitreo va incontro a liquefazione e possono comparire delle opacità isolate o confluenti che possono provocare fastidio  ma che non influenzano di per sé la capacità visiva, la causa può essere anche il caldo torrido e la disidratazione, ma non lo stress. Se queste opacità sono distinte e mobili, vengono definite miodesopsie, che possono determinare una trazione sulla retina (soprattutto periferica), con la comparsa di manifestazioni visive quali scintillii e lampeggii. Le miodesopsie possono anche comparire in soggetti miopi, perché l'eccessiva lunghezza dell'occhio deforma il vitreo.
Scintillii, lampeggi e visione di bastoni o buchi non sono, comunque, esclusivi della patologia del corpo vitreo, in quanto si riscontrano in una moltitudine di circostanze quali emicrania, distacco della retina, infezioni, infiammazioni e traumi (ad es. urto violento del capo).
La riduzione di volume del corpo vitreo determina frequentemente un distacco dello stesso dalla parte posteriore del bulbo, senza che generalmente si creino danni. Anche in questo caso possono comparire punti luminosi e scintillii dovuti sia a piccoli frammenti del corpo vitreo che urtano contro la retina sia alla trazione del vitreo che si ritira.
All'attenzione del medico oculista devono essere portati tutti i casi in cui sia presente:
- un abbassamento improvviso dell'acuità visiva accompagnato a scintillii, flash e opacità migranti;
- sensazione di vista appannata anche solo in una parte del campo visivo;
- aumento improvviso di numero delle opacità migranti.